# Curtis Brown (Eishockeyspieler)
Curtis Dean Brown (* 12. Februar 1976 in Unity, Saskatchewan) ist ein ehemaliger kanadischer Eishockeyspieler, der im Verlauf seiner aktiven Karriere zwischen 1991 und 2011 unter anderem 823 Spiele für die Buffalo Sabres, San Jose Sharks und Chicago Blackhawks in der National Hockey League sowie 137 weitere für die Kloten Flyers und den EHC Biel in der Schweizer National League A auf der Position des Centers bestritten hat. Seinen größten Karriereerfolg feierte Brown jedoch in Diensten der Rochester Americans mit dem Gewinn des Calder Cups der American Hockey League im Jahr 1996.

## Karriere

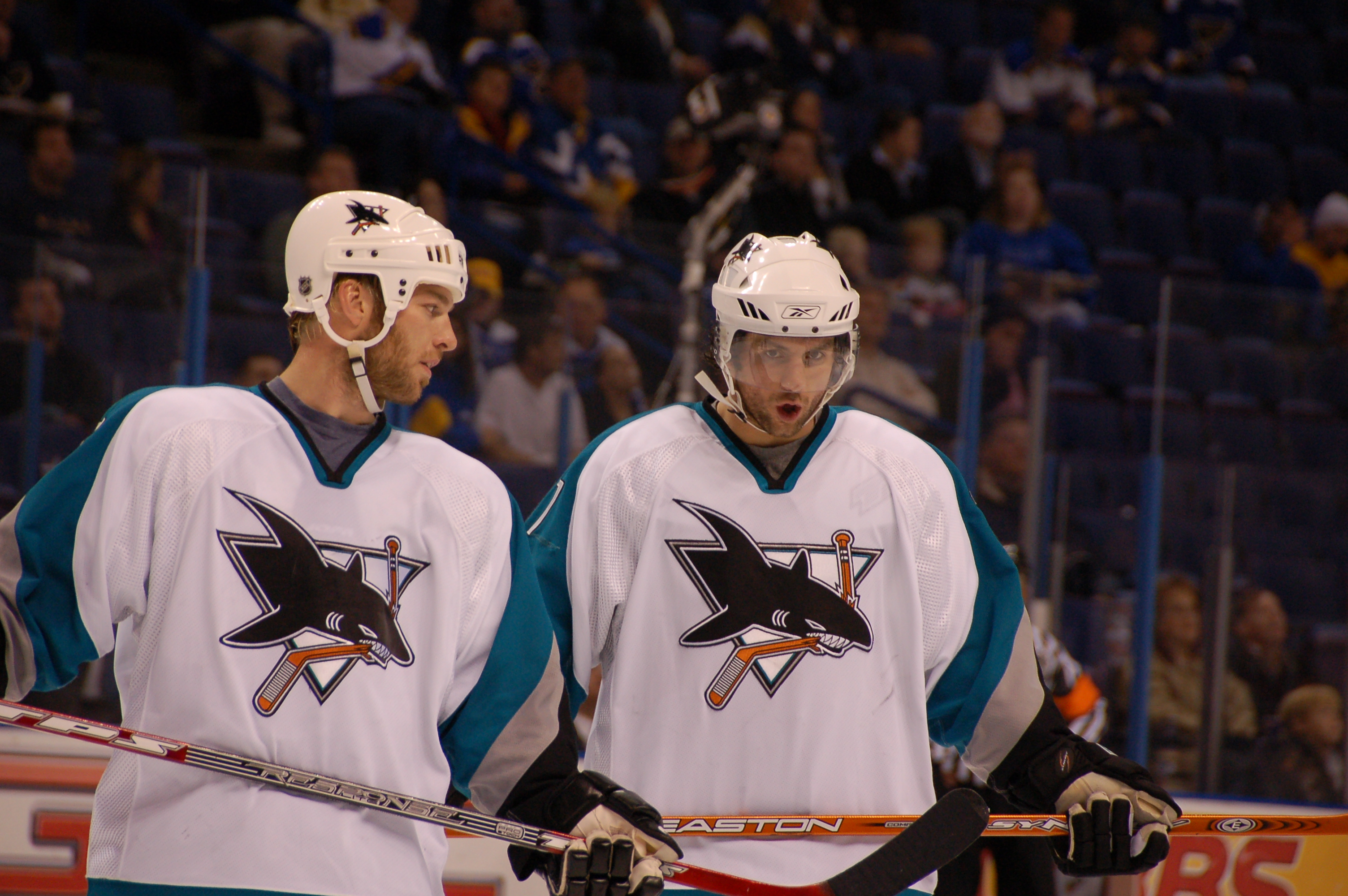
Brown (rechts) im Auswärtstrikot der Sharks während der Saison 2006/07 im Gespräch mit Teamkollege Mark Smith

Brown begann seine Karriere in der Western Hockey League (WHL) bei den Moose Jaw Warriors, die ihn in der Saison 1991/92 erstmals in einem Playoff-Spiel einsetzten. In den folgenden zwei Jahren gehörte er zum festen Kader des Teams. Im NHL Entry Draft 1994 wurde er dann von den Buffalo Sabres in der zweiten Runde an 43. Stelle ausgewählt. Es folgte sein bestes Jahr in Moose Jaw mit 104 Punkten in 70 Spielen. Zudem bestritt er sein erstes NHL-Spiel für Buffalo, in dem er gleich sein erstes Tor und seine erste Vorlage verbuchte. Es folgten zwei durchwachsene Jahre, in denen Brown immer wieder zwischen WHL, AHL und NHL pendelte. Erst zu Beginn der Saison 1997/98 etablierte er sich im Kader der Sabres und verblieb dort bis zum Ende der Transferperiode im Jahr 2004. Er wechselte zusammen mit Andy Delmore zu den San Jose Sharks für Jeff Jillson und einen Draft-Pick der neunten Runde.
Während des NHL-Lockouts 2004/05 spielte Brown in der ECHL bei den San Diego Gulls. Nach seinem Ausflug kehrte er in der folgenden Saison nicht nach San Jose zurück, sondern unterschrieb einen Vertrag bei den Chicago Blackhawks, welchen er am Ende der Saison aber wieder auflöste, um im Sommer 2006 erneut in San Jose anzuheuern. Dort knüpfte Brown in der Spielzeit 2006/07 an die Leistungen, die er bereits bei seinem ersten Engagement in Nordkalifornien gezeigt hatte. Im darauffolgenden Jahr limitierten sich seine Einsätze durch eine Handverletzung und die Entscheidung des Trainers auf lediglich 33. Am Ende der Spielzeit wurde sein auslaufender Vertrag nicht verlängert, woraufhin er einen Zweijahresvertrag bei den Kloten Flyers in der Schweizer National League A unterschrieb. Brown verließ den Klub nach einer guten Saison mit Kloten, in der er Schweizer Vizemeister wurde, in Richtung EHC Biel, wo er einen Einjahresvertrag unterzeichnete. Ein Jahr später verlängerte Brown seinen Vertrag beim EHC Biel um eine weitere Saison und beendete nach der Spielzeit 2010/11 seine aktive Karriere.

### International
Auf internationaler Bühne spielte Brown zweimal für sein Heimatland Kanada. Dabei konnte er bei der Junioren-Weltmeisterschaft 1996 die Goldmedaille und damit den Weltmeistertitel erringen. Zudem nahm er an der Weltmeisterschaft 2000 teil, jedoch schlossen die Kanadier das Turnier mit dem vierten Platz außerhalb der Medaillenränge ab.

## Erfolge und Auszeichnungen
| - 1995 WHL East First All-Star Team - 1995 CHL Second All-Star Team - 1996 WHL East Second All-Star Team | - 1996 Calder-Cup-Gewinn mit den Rochester Americans - 2009 Schweizer Vizemeister mit den Kloten Flyers |

### International
- 1996 Goldmedaille bei der Junioren-Weltmeisterschaft

## Karrierestatistik

### International
Vertrat Kanada bei:
- Junioren-Weltmeisterschaft 1996
- Weltmeisterschaft 2000

(Legende zur Spielerstatistik: Sp oder GP = absolvierte Spiele; T oder G = erzielte Tore; V oder A = erzielte Assists; Pkt oder Pts = erzielte Scorerpunkte; SM oder PIM = erhaltene Strafminuten; +/− = Plus/Minus-Bilanz; PP = erzielte Überzahltore; SH = erzielte Unterzahltore; GW = erzielte Siegtore; 1 Play-downs/Relegation; Kursiv: Statistik nicht vollständig)

## Sonstiges
Curtis Brown ist verheiratet mit Ami, mit der er drei Söhne hat. Nach der Geburt der ersten beiden Söhne starb Tochter Aubri im September 2005 im Alter von vier Monaten am plötzlichen Kindstod. Im Februar 2007 kam ihr dritter Sohn Griffin zur Welt.